# Wilmer Valderrama
Wilmer Valderrama, född 30 januari 1980 i Miami, är en venezolansk-amerikansk skådespelare, producent och sångare, främst känd för rollen som Fez i situationskomedin That '70s Show. Wilmer var programledare för ett program på kanalen MTV som heter Yo Momma. Programmet handlade om att hitta den bästa skitsnackaren. Han ledde programmet med Destiny och Jason Everhart. Han medverkade även som detektiv Efrem Vega i NBC serien Awake 2012. Under vintern 2013 började han inspelningen på From Dusk Till Dawn, vilken är en tv-serie baserad på filmen med samma namn. Serien hade premiär under mars 2014 i USA.
I januari 2020 förlovade sig Valderrama med Amanda Pacheco.

## Filmografi
- 1998–2006 – That '70s Show
- 2001 – Summer Catch
- 2003 – Party Monster
- 2004 – Cliffords riktigt stora film
- 2005 – Beauty Shop
- 2006 – The Darwin Awards
- 2006 – Fast Food Nation
- 2006 – Scarface: The World Is Yours (spel)
- 2006 – Unaccompanied Minors
- 2007 – The Dead One
- 2008 – Columbus Day
- 2008 – Days of Wrath
- 2010 – The Dry Land
- 2011 – From Prada to Nada
- 2011 – Larry Crowne
- 2011 – The Girls is in Trouble
- 2012 – The Brooklyn Brothers Beat the Best
- 2014–2016 – From Dusk Till Dawn (TV-serie)
- 2015 – Minority Report (TV-serie)
- 2016 – Grey's Anatomy (TV-serie)
- 2016 – NCIS (TV-serie)
- 2016–2017 – The Ranch (TV-serie)
- 2019 – Trubbel
- 2020 – Blast Beat
- 2020 – Framåt
- 2021 – Encanto
- 2023 – That '90s Show (TV-serie)
- 2023 – Murder Mystery 2